# Atarba (Ischnothrix) eluta flavida
Atarba (Ischnothrix) eluta flavida is een ondersoort van de tweevleugelige Atarba (Ischnothrix) eluta uit de familie steltmuggen (Limoniidae). De ondersoort komt voor in het Australaziatisch gebied.